# Niżnieoziornoje (Kraj Ałtajski)
Niżnieoziornoje (ros. Нижнеозёрное) – wieś (sieło) w Rosji, w Kraju Ałtajskim, w rejonie ust-pristańskim. W 2010 liczyła 755 mieszkańców.